# هموندان تاریک و روشن
هموندان تاریک و روشن: تیغه‌ی کاوکی نام جلد یکم کتاب هموندان تاریک و روشن از فریبا معزی است.

## داستان
اژی‌ها و یاتوک‌ها دشت‌ها را زیر فرمان خود دارند. آنها می‌خواهند بر کوهستان‌ها نیز فرمانروایی کنند. مردم کوهستان کمربندی فراطبیعی می‌سازند و آن را به کسی می‌دهند که فرماندهی‌شان را در نبرد در برابر اژی‌ها و یاتوک‌ها بر دوش بگیرد.

## بن‌مایه
- ماهنامه‌ی ادبیات گمانه‌زن – پیش‌شماره ۱ – تیر ۱۳۸۹
- تخیل خلاق و رمان تیغه‌ی کاوکی - آکادمی فانتزی[پیوند مرده]